# Sarah Barukh
Sarah Barukh, née en 1980, est une écrivaine française. Elle publie en 2023 un ouvrage collectif afin de lutter contre les féminicides.

## Biographie

### Enfance et formation
Sarah Barukh naît en septembre 1980 à Paris, à l'hôpital Saint-Antoine. Elle grandit dans le 19e arrondissement de Paris.
Son père est un médecin juif tunisien,. Il travaille à l'hôpital Saint-Antoine et est passionné de musique. Enfant, il fuit son pays avec sa famille lorsque leur religion devient un problème. A son arrivée en France, il vit avec sa famille à six dans 25 mètres carrés. Ses parents décèdent peu de temps après.
La mère de Sarah Barukh vient d'une famille de rescapés d'Auschwitz. Elle est institutrice.
Elle a un frère et une sœur plus jeunes.
Elle suit une classe préparatoire aux grandes écoles puis intègre une grande école de commerce à Paris : l'ESCP,.

### Carrière
Elle commence sa carrière en intégrant le comité de lecture des scénarios de chez Gaumont. Parallèlement, elle écrit son premier livre, Il paraît que les gens sont heureux, qui ne sera jamais édité. L'écrivaine est malgré tout repérée par les éditions Stock.
Elle voulait juste marcher tout droit, son premier roman paru en 2017, traite de l'immédiat après-guerre à travers les yeux d'une enfant.
Le Cas Zéro, son deuxième roman, retrace la semaine décisive d'un jeune médecin au début des années 1980 face aux premiers cas de SIDA en France. Il remporte le Prix du roman d’entreprise et du travail 2019, remis au ministère du travail,.
Son troisième roman paru en 2020, Envole-moi, raconte une histoire d'amitié dans une cité des Buttes-Chaumont au début des années 1990,.
En 2021 paraît Puisque le soleil brille encore, qui raconte l'histoire d'une avocate qui privilégie sa carrière aux dépens de sa vie personnelle.

#### Lutte contre les féminicides
En 2023, meurtrie par un viol subi en Israël durant sa jeunesse puis par une cohabitation de plusieurs années avec un conjoint violent et tyrannique qui l'isole de ses proches, Sarah Barukh conçoit l'ouvrage collectif 125 et des milliers, dont les bénéfices sont reversés à l'Union nationale des familles de victimes de féminicides. L'ouvrage de plus de cinq cents pages paraît en mars 2023 chez HarperCollins.
Le titre évoque les femmes assassinées par leur conjoint tous les deux jours et demi en moyenne en France, soit environ 125 femmes par an. Pendant deux ans, l'auteure parcourt la France et les territoires d'outre-mer pour écouter l'histoire de 125 femmes victimes de féminicides contée par leur famille. Ces vies sont ensuite couchées sur le papier par 125 personnalités féminines telles que Delphine Horvilleur, Leïla Slimani, Isabelle Carré ou Ghada Hatem.
Parallèlement, l'écrivaine lance le test « Suis-je victime de violences ? » disponible sur des sites internet comme celui de Sézane, afin qu'il ne soit pas noté sur l’historique de navigation de la femme victime de violences, ainsi que le projet « une chambre à soi », c'est-à-dire des hébergements proches de gendarmeries, à disposition des femmes et de leurs enfants pendant 24 heures après le dépôt d'une plainte. Elle réalise également des interventions auprès de gendarmes, dans des écoles et dans les entreprises dans toute la France,.
Un documentaire sur sa propre histoire, son ouvrage et son combat contre les féminicides, intitulé Vivante (s) et réalisé par Claire Lajeunie, est diffusé en mars 2024 sur Canal+.

### Vie privée
Elle a une fille. Elle vit à Deauville dans le Calvados.

## Œuvres littéraires
- Elle voulait juste marcher tout droit, Paris, Albin Michel, 2017, 426 p.  (ISBN 978-2-226-32976-9)
- Le Cas zéro, Paris, Albin Michel, 2018, 534 p.  (ISBN 978-2-226-40316-2)
- Envole-moi, Paris, Albin Michel, 2020, 295 p.  (ISBN 978-2-226-44652-7)[2]
- Puisque le soleil brille encore, Paris, Calmann-Lévy, 2021, 336 p.  (ISBN 978-2-7021-6930-8)
- Coll. Nina la débrouille, Le monstre de l'armoire, Paris, Hachette jeunesse, 2024,  (ISBN 978-2-01-705746-8)

Participation
- collectif, Le bruit des secrets, de Jessica Cymerman, Paris, Charleston,  (EAN 9782368128190)
- Collectif, La Bibliothèque des écrivains, de Stéphanie Khayat, Paris, Flammarion, 2021,  (ISBN 978-2-0802-5884-7)

Directrice de publication
- Collectif, 125 et des milliers : 125 personnalités racontent 125 victimes de féminicides, Harper Collins, 2023, 544 p.  (ISBN 979-1-0339-1456-3)

## Œuvres audiovisuelles
- Documentaire Vivante(s) réalisé par Claire Lajeunie diffusé sur Canal Plus, 2024[13]